# Istobal
ISTOBAL es un grupo empresarial multinacional fundado en España líder en el diseño, fabricación y comercialización de soluciones para el lavado y cuidado del vehículo. Con más de 70 años de trayectoria, ISTOBAL pone la innovación y la alta tecnología al servicio de productos y servicios que generan rentabilidad para el negocio del lavado de diferentes sectores empresariales. 
Su estrategia de internacionalización le ha permitido posicionarse entre las principales empresas del sector a nivel europeo con presencia en más de 75 países de todo el mundo. Su apuesta por la innovación y las últimas tecnologías le permiten ofrecer eficacia, calidad y una visión de futuro y de negocio que hace crecer a sus clientes.
Fundada en L’Alcúdia (Valencia) en 1950 por Ismael Tomás Alacreu, junto a sus hijos mayores: Luis Tomás Boix y Rafael Tomás Boix; artífices del crecimiento exponencial de la firma y de la internacionalización de la misma.
ISTOBAL mantiene su esencia de empresa familiar, y es hoy la tercera generación la que dirige un grupo con una plantilla de más de 900 profesionales, 9 filiales y cuatro plantas de fabricación y ensamblaje en Europa y América y China.
La empresa entiende las instalaciones de lavado como espacios globales para el cuidado integral de todo tipo de vehículos. Así, su gama de productos cubre todas las necesidades para el lavado exterior e interior de vehículos de los sectores de la automoción, el transporte y la movilidad. 
El grupo desarrolla soluciones globales e integrales que comprenden desde el diseño y la fabricación hasta la comercialización y la asistencia técnica. También cuenta con una línea propia de productos químicos e incluso provee de soluciones de arrendamiento flexible y servicios de mantenimiento, tecnológicos, de marketing y posventa para sus clientes.

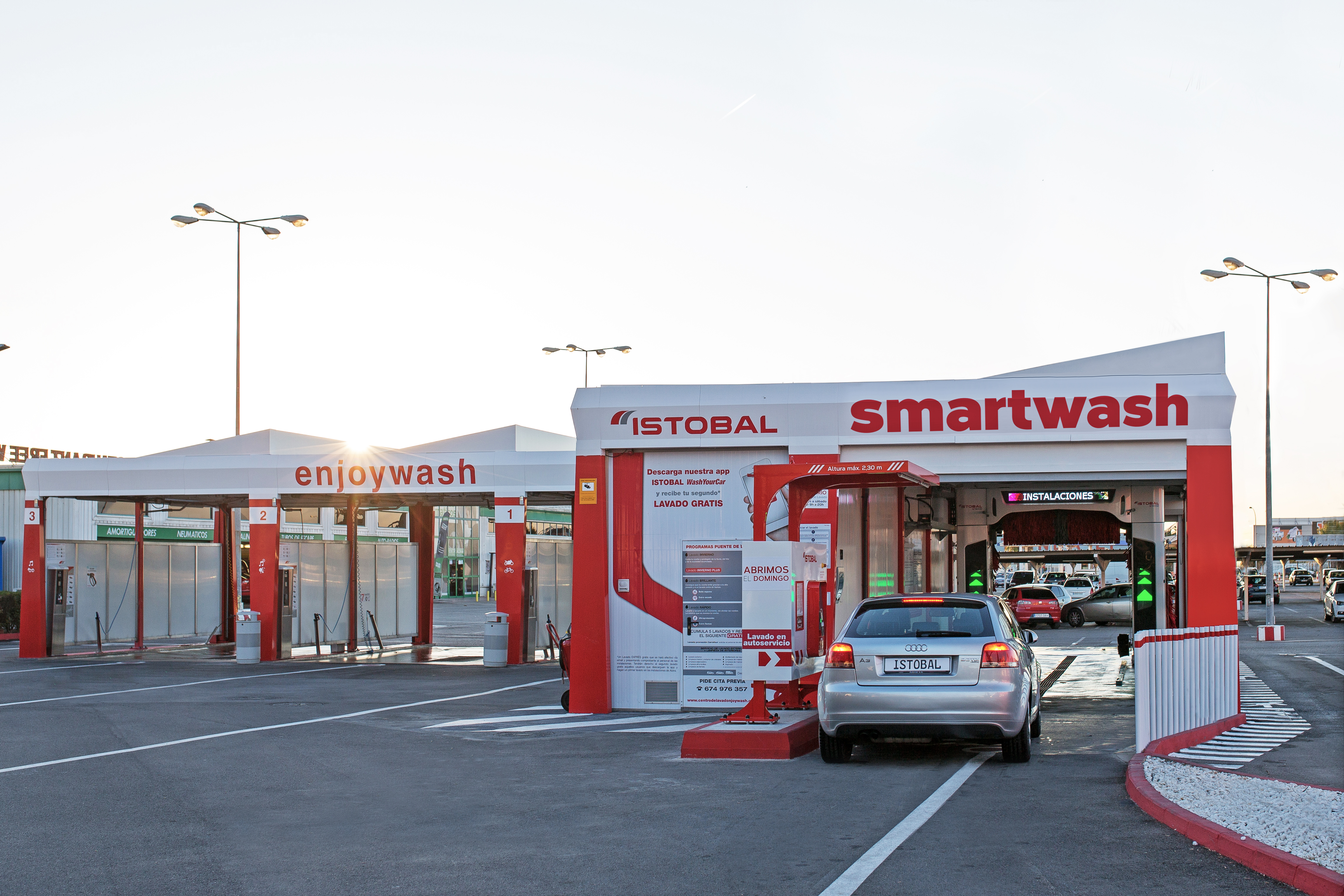
Instalaciones de lavado 100% conectadas

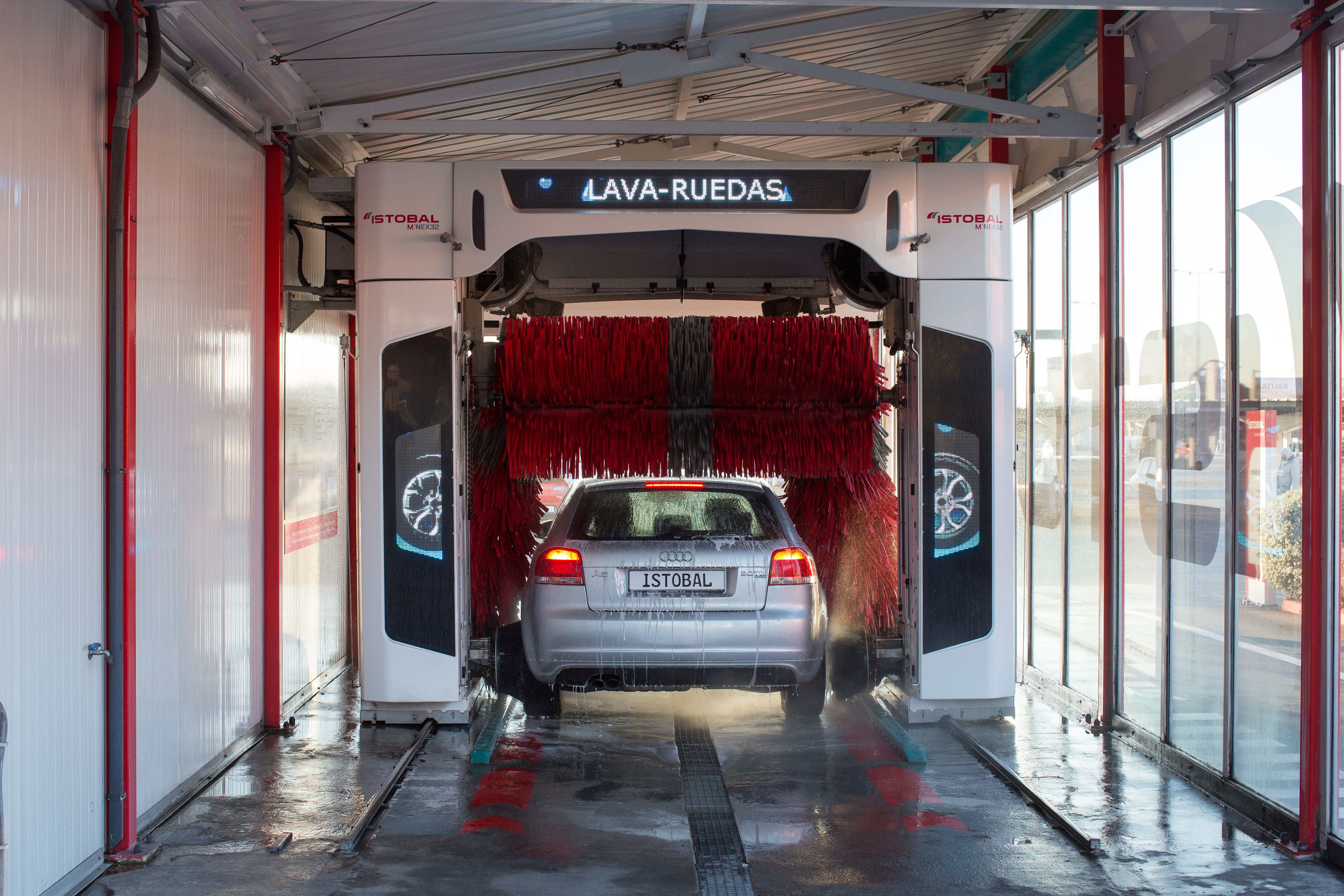
Puente de lavado de ISTOBAL

| Tipo      | Sociedad Anónima                                      |
| Industria | Fabricación de maquinaria para el lavado de vehículos |
| Fundación | 1950                                                  |
| Sede      | La Alcudia, Valencia                                  |
| Productos | Soluciones para el lavado y cuidado de vehículos      |
| Empleados | 900                                                   |
| Sitio web | www.istobal.com                                       |

## Historia
La historia de ISTOBAL comienza en un pequeño taller de reparación de vehículos en L’Alcúdia (Valencia). El espíritu innovador queda patente desde los inicios con la fabricación de una máquina de engrase (equipo suministrador de grasa a baja presión), que cambia el rumbo de la empresa hacia la fabricación y venta de estos equipos. Más adelante añadirá a su porfolio los equipos elevadores para taller.
En 1963 nace el primer puente de lavado a presión manual 100% español. Aquella primera máquina fue el inicio de un proyecto que cambió la vida de los empleados de ISTOBAL, y la de muchas otras personas y empresas en todo el mundo, consolidándose con el tiempo como una marca de magnitud internacional con una plantilla actual de más de 850 profesionales.
En 1973 crea su primer puente de lavado y secado automático con cepillos y en la década de los 70 comienza a exportar sus productos con gran éxito. Durante los años 80 y 90, ISTOBAL continuó perfeccionando la tecnología de sus máquinas, y en 1997 lanzó la primera gama de puentes de lavado modulares de la serie M. 
En 2001 la compañía se especializó en el sector del lavado y pasa a cubrir toda la gama de soluciones de lavado. A partir de este momento, comenzó el proceso de internacionalización de la compañía, y en 2004 y 2006 se constituyen las primeras filiales comerciales europeas en Reino Unido y Austria. En 2009 se creó la filial ISTOBAL USA Corporation, y en 2011 la primera planta de ensamblaje final de equipos fuera de Europa, situada en Estados Unidos. Durante 2012 y 2013, la empresa continúa su estrategia de expansión internacional con la compra de OLM/FDI+, compañía especializada en el lavado de trenes, en Francia, la creación de la segunda planta de ensamblaje final en América, ubicada en Brasil, y la creación de la filial danesa para atender al mercado escandinavo, así como la filial en Serbia. A partir de 2014 la compañía ha continuado consolidando su internacionalización con la creación de dos filiales más en Suecia e Italia.

## Presencia internacional
ISTOBAL exporta sus productos y servicios a más de 75 países de todos los continentes, a través de una amplia red de distribuidores y de sus 9 filiales establecidas en España, Reino Unido, Austria, Portugal, Dinamarca, Suecia, Italia, Estados Unidos y Brasil. Las plantas de producción y ensamblaje ubicadas en España, Estados Unidos y Brasil abastecen a todos estos mercados. 